# Női 4 × 100 méteres gyorsúszás a 2013. évi nyári európai ifjúsági olimpiai fesztiválon
A 2013. évi nyári európai ifjúsági olimpiai fesztiválon az úszó versenyszámok közül a női 4 × 100 méteres gyorsúszás versenyeit július 16.-án rendezték Utrechtben.

## Rekordok
A versenyt megelőzően a következő rekordok voltak érvényben:
| EYOF rekord | Oroszország | 3:47.57 | Trabzon, Törökország | 2011 |

## Előfutamok
| H   | Nemzet             | Versenyzők                                                                   | E                                       | Mj |
| --- | ------------------ | ---------------------------------------------------------------------------- | --------------------------------------- | -- |
| 1.  | Oroszország        | Daria Shibarova Polina Egorova Aleksandra Chesnokova Arina Openysheva        | 3:54.69 59.45 59.38 58.26 57.60         | Q  |
| 2.  | Németország        | Katrin Gottwald Lia Neubert Leonie Kullmann Anabel Ivanov                    | 3:55.33 58.67 59.71 58.24 58.71         | Q  |
| 3.  | Hollandia          | Pien Schravesande Frederique Janssen Josien Wijkhuijs Marrit Steenbergen     | 3:55.63 59.67 58.84 59.20 57.92         | Q  |
| 4.  | Egyesült Királyság | Hannah Featherstone Georgia Coates Rebecca Dalling Darcy Deakin              | 3:56.73 59.57 59.06 59.07 59.03         | Q  |
| 5.  | Spanyolország      | Rosa Maria Maeso Valdes Paula Ruiz Bravo Marta Cano Minarro Paula Lopez Alba | 3:58.71 59.95 59.71 58.18 1:00.87       | Q  |
| 6.  | Finnország         | Aino Otava Alma Lumio Eveliina Kallio Roosa Moert                            | 4:02.15 59.64 1:00.95 1:00.17 1:01.39   | Q  |
| 7.  | Lengyelország      | Natalia Fryckowska Julia Gus Paulina Piechota Sara Leonczuk                  | 4:03.04 1:00.43 1:01.50 1:00.99 1:00.12 | Q  |
| 8.  | Olaszország        | Eleonora Clerici Jessica Lattanzi Martina Locatelli Elena Gueorguiev         | 4:03.64 1:01.55 1:01.71 1:00.22 1:00.16 | Q  |
| 9.  | Törökország        | Zeynep Odabasi Zeynep Serttuerk Sezin Eliguel Elif Oezdemir                  | 4:03.83 1:00.03 1:02.68 1:01.65 59.47   | T1 |
| 10. | Litvánia           | Agne Seleikaite Greta Pleikyte Bena Sarapaite Beatrice Kanapienyte           | 4:08.46 1:02.01 1:02.06 1:01.78 1:02.61 | T2 |
| 11. | Csehország         | Nikol Paulova Pavlina Butalova Edita Chrapava Anna Marie Benesova            | 4:09.14 1:01.74 1:01.86 1:01.31 1:04.23 |    |

## Döntő
| H     | Név                | Nemzet                                                                       | E                                     | Mj |
| ----- | ------------------ | ---------------------------------------------------------------------------- | ------------------------------------- | -- |
| Arany | Oroszország        | Daria Shibarova Polina Egorova Aleksandra Chesnokova Arina Openysheva        | 3:51.30 58.29 57.72 59.01 56.28       |    |
| Ezüst | Németország        | Katrin Gottwald Lia Neubert Leonie Kullmann Anabel Ivanov                    | 3:52.95 58.27 58.88 57.98 57.82       |    |
| Bronz | Egyesült Királyság | Darcy Deakin Georgia Coates Rebecca Dalling Bethany Newton                   | 3:53.74 58.38 58.26 58.53 58.57       |    |
| 4.    | Hollandia          | Pien Schravesande Frederique Janssen Josien Wijkhuijs Marrit Steenbergen     | 3:54.08 59.69 58.28 59.25 56.86       |    |
| 5.    | Spanyolország      | Rosa Maria Maeso Valdes Paula Lopez Alba Marta Cano Minarro Paula Ruiz Bravo | 3:59.81 1:00.35 1:00.96 58.72 59.78   |    |
| 6.    | Olaszország        | Alessia Ruggi Martina Locatelli Sveva Schiazzano Elena Gueorguiev            | 4:00.23 59.04 1:00.88 59.76 1:00.55   |    |
| 7.    | Finnország         | Aino Otava Alma Lumio Eveliina Kallio Roosa Moert                            | 4:00.55 59.64 1:00.89 1:00.19 59.83   |    |
| 8.    | Lengyelország      | Natalia Fryckowska Julia Gus Paulina Piechota Sara Leonczuk                  | 4:01.58 59.54 1:00.51 1:01.01 1:00.52 |    |